# 瑪莎曼咖哩
瑪莎曼咖哩或馬散麻咖哩（皇家轉寫：kaeng matsaman，發音：[mát.sa.màn] ⓘ）是一種濃郁且微辣的泰國咖哩，是泰國南部家常咖哩的代表。 這是一道融合菜餚，結合了三種來源的原料：波斯、印度次大陸和馬來群島（例如，荳蔻、肉桂、丁香、八角茴香、孜然、月桂葉、肉豆蔻），以及泰國本土更常用的原料（例如辣椒、香菜、檸檬草、高良薑、白胡椒、蝦醬、青蔥和大蒜）製作馬薩曼咖哩醬。 這道菜的原料通常是雞肉或其他肉類、馬鈴薯、洋蔥和花生。與許多泰國咖哩一樣，其豐富性來自用作基礎的椰奶和奶油。